# 超級愛人合唱團
超級戀人合唱團(The Supermen Lovers) 是法國浩室音樂團體，團員以巴黎音樂家與唱片製作人 Guillaume Atlan為主。超級戀人被視為一片樂團，在2001年發行的歌曲"Starlight"，在英國獲得第二名的成績，並在歐洲各國拿下超過八個排行榜的冠軍。"Starlight"歌曲的創作受到另一個法國浩室音樂團體 Daft Punk啟發。

## 歷年唱片
- The Player
- Boys in the Wood
- Poltergay Soundtrack (Moto & The Supermen Lovers)